# Ophiarachna megacantha
Ophiarachna megacantha is een slangster uit de familie Ophiodermatidae.
De wetenschappelijke naam van de soort werd in 1938 gepubliceerd door Hubert Lyman Clark.